# Brev från kolonien
"Brev från kolonien" är Cornelis Vreeswijks version från 1965 av Allan Shermans parodi "Hello Muddah, Hello Faddah". Melodin kommer från Amilcare Ponchiellis "Timmarnas dans" från operan La Gioconda. Cornelis Vreeswijks inspelning av melodin, från albumet Visor och oförskämdheter (1965), låg på Svensktoppen i tio veckor under perioden 10 april–12 juni 1965, med fjärdeplats som bästa resultat där. Vreeswijks version har åtta verser. Verserna om hur fröken försvann och att kompisen har "kröken" (verserna 6 och 7 i 10-versversionen) har kommit till i efterhand.
Vreeswijks text skiljer sig från originalet. I den engelska texten beklagar sig brevskrivaren över hur jobbigt han har det. Den svenska texten visar istället hur lägerdeltagarna driver sina ledare till vansinne och lever ett busliv utan like.

## Publikation
- Barnens svenska sångbok, 1999, under rubriken "Hemma i världen".